# Flirt

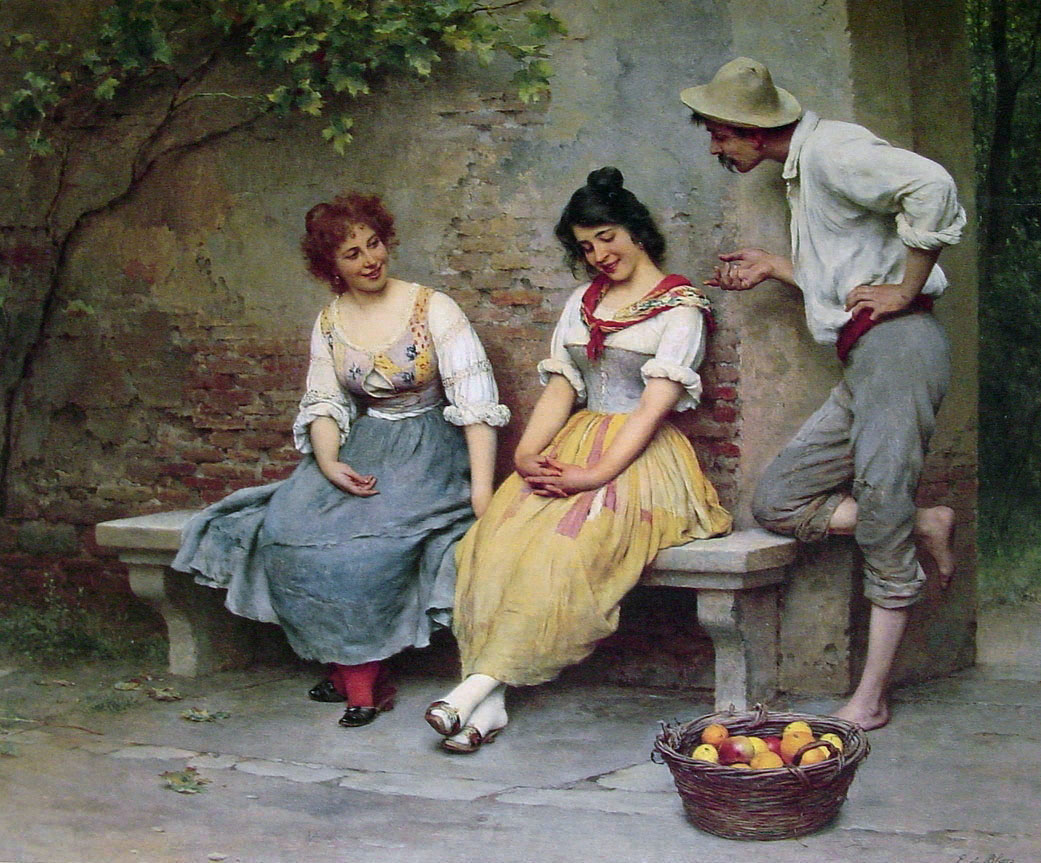
Flirtul de Eugene de Blaas

Flirtul reprezintă un schimb de complimente, amabilități sau discuții incitante, între două persoane compatibile din punct de vedere sexual prin care, și unul și altul, testează posibilitatea de a intra intr-o potențială legătură amoroasă. Termenul „a flirta” are semnificația: a face curte fără intenții serioase pe termen lung. Există o întreagă colecție de expresii faciale și gesturi care se interpretează ca semnale de flirt și seducție, însă dintre cele mai des folosite manevre sunt susținerea privirii celeilalte persoane și zâmbetul ca semnal de aprobare. În afară de contactul vizual și de zâmbet, esențială este și atingerea în timpul curtării, pentru a trimite un mesaj de liniștire și control.